# 首爾酷兒文化節
首爾酷兒文化節（英語：Seoul Queer Culture Festival，：／），是自2000年起，每年6月至9月於首爾舉辦的性少數族群慶典。不僅是韓國最大的LGBT活動，也是亚洲最大型的同志活動之一。
韓國首次的性少數群體活動於2000年始於首爾大學路一帶，之後也在弘大、新村、梨泰院、鐘路、市廳廣場等地舉行。參加人數也從一開始的2千人成長到2019年達15萬人（主辦方估算）之多。
2022年是首爾酷兒文化節第23屆，口號為「同生·同在·同行（살자, 함께하자, 나아가자）」，活動期間為2022年7月15日至7月31日，並於15日當天進行了時隔3年的線下大遊行。2023年活動日期原訂於7月1日開始，但是日前首爾市政府拒絕了該活動的申請，目前舉辦日期與地點未定。

## 活動
首爾酷兒文化節大致可分為遊行、酷兒電影節、主派對等活動。另外也有演講、研討會、展覽等文化活動。